# メラーブ・ニニッゼ
- メラブ・ニニゼ

メラーブ・ニニッゼ（Merab Ninidze、グルジア語: მერაბ ნინიძე、1965年11月3日 - ）はジョージア（グルジア）の俳優。
メラブ・ニニゼと表記されることもある。

## 経歴
1965年にグルジア・ソビエト社会主義共和国（現在のジョージア）の首都トビリシで芸術家の家庭に生まれる。
舞台監督だった祖父の影響で子供の頃から舞台に立つ。
1984年にテンギズ・アブラゼ監督の『懺悔』で映画デビューする。
本作は第40回カンヌ国際映画祭で審査員特別グランプリを受賞している。
1991年に起きたグルジア内戦の際にオーストリアの映画監督ゴラン・レビッチの『Jugofilm』（1997年公開）の撮影でウィーンに数ヶ月間滞在した後、国外に移住する。その後は、主にドイツ語圏のテレビドラマや映画を中心にイギリスやロシア、ジョージアなど、様々な国の作品に出演する。
2001年の映画『名もなきアフリカの地で』が第75回アカデミー賞で外国語映画賞を受賞したことで国際的に知られるようになる。

## 主な出演作品
- 懺悔 მონანიება (Monanieba) (1984)
- ルナ・パパ Лунный папа (Luna Papa) (1999)
- 名もなきアフリカの地で Nirgendwo in Afrika (2001)
- U-196 Himmel über Australien (2006) ※テレビ映画
- トロイの秘宝を追え! Der geheimnisvolle Schatz von Troja (2007) ※テレビ映画
- 宇宙飛行士の医者 Бумажный солдат (Bumazhnyy soldat) (2008) ※日本では三大映画祭週間2011にて上映[2]
- ミケランジェロの暗号 Mein bester Feind (2011)
- ブリッジ・オブ・スパイ Bridge of Spies (2015)
- マイ・ハッピー・ファミリー ჩემი ბედნიერი ოჯახი (Chemi Bednieri Ojakhi) (2017) ※日本劇場未公開
- ホステージ 戦慄のテロ計画 მძევლები (Hostages) (2017) ※日本劇場未公開
- ジュピターズ・ムーン Jupiter holdja (2017)
- McMafia - マクマフィア McMafia (2018) ※テレビシリーズ、シーズン1
- HOMELAND Homeland (2018) ※テレビシリーズ、シーズン7にゲスト出演
- トレッドストーン Treadstone (2019) ※テレビシリーズ、全10話のうち3エピソードに出演
- クーリエ:最高機密の運び屋 The Courier (2020)
- ウィズアウト・リモース Without Remorse (2021)
- 教皇選挙 Conclave(2024)